# گمینا نوو ژمیگرود
گمینا نوو ژمیگرود (به لهستانی:  Gmina Nowy Żmigród) یک گمینا در لهستان است که در شهرستان یاسوو واقع شده‌است. گمینا نوو ژمیگرود ۱۰۴٫۵۴ کیلومتر مربع مساحت و ۹٬۳۰۳ نفر جمعیت دارد.